# Mal Evans
Malcolm 'Mal' Evans (27 de maio de 1935 – 5 de janeiro de 1976) é conhecido por ser o empresário de turnês, assistente e amigo dos Beatles.
No início dos anos 1960, Evans trabalhou no Cavern Club, onde os Beatles se apresentavam. O gerente deles, Brian Epstein, posteriormente o contratou como seu assistente em turnês. Evans contribuiu para muitas gravações dos Beatles, e apareceu em alguns dos filmes que eles fizeram. Após a turnê interrompida de 1966, Evans foi trabalhar com a banda no estúdio.
Evans foi morto pela polícia em 5 de Janeiro de 1976 no seu duplex alugado em Los Angeles. Os agentes foram chamados quando vizinhos relataram uma discussão entre Evans e sua namorada. Evans foi cremado em 7 de Janeiro de 1976 em Los Angeles, e as cinzas dele foram enviados pelo correio de volta à Inglaterra, mas foram perdidas.